# Euphorbia charleswilsoniana
Euphorbia charleswilsoniana ist eine Pflanzenart aus der Gattung Wolfsmilch (Euphorbia) in der Familie der Wolfsmilchgewächse (Euphorbiaceae).

## Beschreibung
Die sukkulente Euphorbia charleswilsoniana wächst geophytisch und blüht vor dem Laubaustrieb. Es wird eine rhizomartige Wurzel gebildet, die sich in Schnüren eiförmig verlängerter Knollen fortsetzt und unterirdische Triebe bis 15 Millimeter Länge und 7 Millimeter Dicke hervorbringt. Die Triebe sind mit sehr kleinen, spitzen und bis 1 Millimeter langen Warzen besetzt. Die breit eiförmigen Blätter stehen in einer Rosette dicht über dem Erdboden und werden etwa 2 Zentimeter groß. Auf der Oberseite sind sie trübgrün und auf der Unterseite kräftig purpurn gefärbt. Der Blattstiel wird bis 2 Zentimeter lang und die Nebenblätter sind fadenartig.
Die Cyathien stehen einzeln an bis 8 Zentimeter langen Stielen. Es werden runde, bis 2,5 Millimeter große Tragblätter ausgebildet, die weiß bis hellrosa gefärbt sind und eine grünliche Mittelrippe aufweisen. Die Cyathien werden etwa 1,3 Millimeter lang und 2 Millimeter breit. Es werden vier längliche und zwei kleinere Nektardrüsen ausgebildet, die einzeln stehen und bräunlich gefärbt sind. Die stumpf gelappte Frucht wird bis 3 Millimeter groß und steht an einem herausragenden und zurückgebogenen Stiel. Sie enthält die eiförmigen Samen, die 0,6 Millimeter lang werden und deren Oberfläche mit sehr kleinen Warzen besetzt ist.

## Verbreitung und Systematik
Euphorbia charleswilsoniana ist in der äthiopischen Provinz Sidamo verbreitet.
Euphorbia charleswilsoniana gehört zur Sektion Rubellae der Untergattung Euphorbia. Die Erstbeschreibung der Art erfolgte 1997 durch Vítězslav Vlk. Synonyme zu dieser Art sind Euphorbia infossa hort. und Euphorbia wilsonii V. Vlk (1997).